# قاي أليكساندر
قاي أليكساندر (بالفرنسية: Guy Alexandre)‏ هو دبلوماسي وسياسي هايتي، ولد في 25 أغسطس 1945 في سان مارك في هايتي، وتوفي في 28 فبراير 2014 في بورت أو برانس في هايتي.